# SMS Gefion (1843)
SMS Gefion là một chiếc tàu khu trục từng phục vụ cho Hải quân Đan Mạch, Phổ và Đức.